# Rat musqué de Sainte-Lucie
Megalomys luciae
Espèce
Statut de conservation UICN

 EX  : Éteint
Le Rat musqué de Sainte-Lucie (Megalomys luciae) est un rongeur disparu endémique de l'île Sainte-Lucie dans les Caraïbes. Le dernier spécimen meurt au zoo de Londres en 1852 après trois ans de captivité.